# Natalia Wörner
Natalia Wörner, född 7 september 1967 i Bad Cannstatt, Baden-Württemberg, är en tysk skådespelerska.

## Roller i urval
- 1996, 1999 – Tatort (TV-serie) (2 avsnitt)
- 2006–  – Unter anderen Umständen (TV-serie) (24 avsnitt)
- 2010 – The Pillars of the Earth (miniserie)
- 2015 – Tannbach – ett krigsöde (TV-serie) (3 avsnitt)
- 2016–2023 – Die Diplomatin (TV-serie) (7 avsnitt)
- 2017 – Berlin Station (TV-serie) (7 avsnitt)